# Stephen Gray (znanstvenik)
Stephen Gray, angleški barvar, fizik in astronom, * 26. februar 1666, London,  † 15. februar 1736, London.
Gray se je kot prvi sistematično ukvarjal z raziskavanjem električne prevodnosti teles. Uvedel je razločevanje teles po njihovi električni upornosti na električno prevodne (prevodniki) in zelo slabe prevodnike (izolatorji).
1. ↑  Gran Enciclopèdia Catalana — Grup Enciclopèdia, 1968.